# Сорочине (Шосткинський район)
Соро́чине (до 2025 — Сорокине) — село в Україні, у Середино-Будській міській громаді Шосткинського району Сумської області. Населення становить 82 осіб. До 2020 орган місцевого самоврядування — Середино-Будська міська рада.

## Географія
Село Сорочине знаходиться на відстані 1 км від міста Середина-Буда, селищ Рудак і Прогрес. Село витягнуто вздовж автомобільної дороги Т 1915.

## Символіка
На гербі зображена сорока яка сидить на зеленому схилі, що символізує назву села (герб є промовистим). Вгорі на червоному тлі зображені три золоті монети, що символізує первісну назву - селище Незаможник. 

## Історія
За твердженням місцевих жителів, Сорокине, або, як його спочатку називали, — селище Незаможник, було засновано в роки НЕПу переселенцями з села Ромашкове. Після війни Незаможник був перейменований в хутір Сорокин, а хутір Сорокин, який знаходився за кілометр від нього, — в селище Червоний Прогрес.
Протягом усього свого існування Сорокине було невеликим населеним пунктом і в 1923 році налічувало 25 дворів, в яких проживало 143 жителя, в 1926 році — 24 двори і 147 жителів, в 1989 році — 103 жителя, в 2001 році — 81 жителя, а в 2008 році — 63 жителя.

## Сьогодення
12 червня 2020 року, відповідно до Розпорядження Кабінету Міністрів України № 723-р «Про визначення адміністративних центрів та затвердження територій територіальних громад Сумської області» увійшло до складу Середино-Будської міської громади.
19 липня 2020 року,  в результаті адміністративно-територіальної реформи та ліквідації Середино-Будського району, село увійшло до Шосткинського району.
5 червня 2025 року Постановою Верховної Ради України № 4483-ІХ «Про перейменування окремих населених пунктів, назви яких містять символіку російської імперської політики або не відповідають стандартам державної мови» село Сорокине перейменовано на Сорочине. 18 червня 2025 року перейменування набуло чинності.
В Сорокиному розміщуються два приватні магазини, що торгують переважно товарами першої необхідності.